# Westminster (Carolina del Sud)
Westminster és una població dels Estats Units a l'estat de Carolina del Sud. Segons el cens del 2000 tenia 2.743 habitants.

## Demografia
Segons el cens del 2000, Westminster tenia 2.743 habitants, 1.191 habitatges i 761 famílies. La densitat de població era de 307,9 habitants/km².
Dels 1.191 habitatges en un 26,9% hi vivien nens de menys de 18 anys, en un 44,7% hi vivien parelles casades, en un 14,6% dones solteres, i en un 36,1% no eren unitats familiars. En el 32,2% dels habitatges hi vivien persones soles el 13,9% de les quals corresponia a persones de 65 anys o més que vivien soles. El nombre mitjà de persones vivint en cada habitatge era de 2,3 i el nombre mitjà de persones que vivien en cada família era de 2,9.
Per edats la població es repartia de la següent manera: un 23,5% tenia menys de 18 anys, un 9,6% entre 18 i 24, un 27% entre 25 i 44, un 24,6% de 45 a 60 i un 15,3% 65 anys o més.
L'edat mediana era de 38 anys. Per cada 100 dones de 18 o més anys hi havia 84 homes.
La renda mediana per habitatge era de 30.802 $ i la renda mediana per família de 36.678 $. Els homes tenien una renda mediana de 30.104 $ mentre que les dones 21.690 $. La renda per capita de la població era de 17.121 $. Entorn del 6,8% de les famílies i el 9,3% de la població estaven per davall del llindar de pobresa.

## Poblacions més properes
El següent diagrama mostra les poblacions més properes.